# 2018年ロシアグランプリ
2018年ロシアグランプリ (2018 Russian Grand Prix) は、2018年のF1世界選手権第16戦として、2018年9月30日にソチ・オートドロームで開催された。
正式名称は「FORMULA 1 2018 VTB RUSSIAN GRAND PRIX」。

## レース前
本レースでピレリが供給するドライタイヤのコンパウンドは、ハイパーソフト、ウルトラソフト、1段階スキップしてソフトの3種類。
2019年シーズンの動向
- 9月25日 - ザウバーは、リザーブドライバーを務めるアントニオ・ジョヴィナッツィが2019年からレギュラードライバーに昇格することを発表。既にフェラーリからの移籍が決まっているキミ・ライコネンとのラインナップが確定した[3]。レギュラーシートを失うマーカス・エリクソンはリザーブドライバーとして同チームに残留し、タイトルスポンサーであるアルファロメオのブランドアンバサダーとしても活動する[4]。
- 9月28日 - ハースは、ロマン・グロージャンとケビン・マグヌッセンの残留を発表。両者のコンビは3年連続となる[5]。
- 9月29日 - トロ・ロッソは、2019年からダニール・クビアトをレギュラードライバーに起用することを発表。クビアトは2017年アメリカGPを最後に同チームを解雇されて以来、2年ぶりの復帰となる[6]。

## エントリーリスト
マクラーレンはフェルナンド・アロンソに代わってランド・ノリス、フォース・インディアはセルジオ・ペレスに代わってニコラス・ラティフィ、ザウバーはマーカス・エリクソンに代わってアントニオ・ジョヴィナッツィ、ルノーはカルロス・サインツJr.に代わって地元出身のアルテム・マルケロフをFP1に出走させる。

## フリー走行
FP1開始を前に、3チーム5台がパワーユニットの交換を行った。いずれも既にパワーユニットの年間最大基数を超えており15グリッド以上の降格となったため、規定により最後尾グリッドに降格となる。複数のドライバーが該当する場合はペナルティが発生した順にグリッドの最後に配置されるが、5人ともFP1開始前に交換を行ったため、FP1でコースに出て行った順でペナルティが適用される。なお、アロンソはFP1には出走せず、代わりに出走するランド・ノリスが最初にコースへ出ていったため、最初のペナルティ適用はアロンソとなる。以下ダニエル・リカルド、マックス・フェルスタッペン、ピエール・ガスリー、ブレンドン・ハートレイの順にコースインしている。
- レッドブルは、イタリアGPから同チームのみ投入していたルノーの「スペックC」を「スペックB」に戻すことを決め、2台ともグリッド降格ペナルティを受ける[14]。FP3で2台とも6戦以内のギアボックス交換を行ったため、さらに5グリッド降格となった[15]。
- フェルナンド・アロンソも新しいパワーユニット一式に交換してグリッド降格ペナルティを受ける[11]。
- ホンダは、パフォーマンスと信頼性の両面の向上のために改善を施した「スペック3」を投入。トロ・ロッソの2台もグリッド降格ペナルティを受ける[16]。FP3以降は「スペック3」の使用を断念し、「スペック2」に戻した[17]。これに併せてハートレイは新たに7基目のターボチャージャーとMGU-Hに交換したため、追加でペナルティを受ける[18]。

## 予選
2018年9月29日 15:00 MSK(UTC+3)
バルテリ・ボッタスがオーストリアGP以来、今季2回目のポールポジションを獲得、ルイス・ハミルトンとともにメルセデスがフロントローを独占した。フェラーリ勢はメルセデス勢のペースについていくことができず、2列目がやっとだった。ルノー勢は、既にグリッド後方へ降格するレッドブル勢とピエール・ガスリーとともにQ2を走行しなかった。Q3に進出した場合、Q2でベストタイムを出したタイヤで決勝をスタートすることになっているが、R.S.18がタイヤに厳しいマシンであるため、中古のハイパーソフトで決勝をスタートするリスクを避けたかったためとしている。

### 結果
| Pos.                | No. | ドライバー                 | コンストラクター                | Q1       | Q2       | Q3       | Grid |
| ------------------- | --- | -------------------------- | ------------------------------- | -------- | -------- | -------- | ---- |
| 1                   | 77  | バルテリ・ボッタス         | メルセデス                      | 1:32.964 | 1:32.744 | 1:31.387 | 1    |
| 2                   | 44  | ルイス・ハミルトン         | メルセデス                      | 1:32.410 | 1:32.595 | 1:31.532 | 2    |
| 3                   | 5   | セバスチャン・ベッテル     | フェラーリ                      | 1:33.476 | 1:33.045 | 1:31.943 | 3    |
| 4                   | 7   | キミ・ライコネン           | フェラーリ                      | 1:33.341 | 1:33.065 | 1:32.237 | 4    |
| 5                   | 20  | ケビン・マグヌッセン       | ハース-フェラーリ               | 1:34.078 | 1:33.747 | 1:33.181 | 5    |
| 6                   | 31  | エステバン・オコン         | フォース・インディア-メルセデス | 1:34.290 | 1:33.596 | 1:33.413 | 6    |
| 7                   | 16  | シャルル・ルクレール       | ザウバー-フェラーリ             | 1:33.924 | 1:33.488 | 1:33.419 | 7    |
| 8                   | 11  | セルジオ・ペレス           | フォース・インディア-メルセデス | 1:34.084 | 1:33.923 | 1:33.563 | 8    |
| 9                   | 8   | ロマン・グロージャン       | ハース-フェラーリ               | 1:34.022 | 1:33.517 | 1:33.704 | 9    |
| 10                  | 9   | マーカス・エリクソン       | ザウバー-フェラーリ             | 1:34.170 | 1:33.995 | 1:35.196 | 10   |
| 11                  | 33  | マックス・フェルスタッペン | レッドブル-タグ・ホイヤー       | 1:33.048 | No Time  |          | 19 1 |
| 12                  | 3   | ダニエル・リカルド         | レッドブル-タグ・ホイヤー       | 1:33.247 | No Time  |          | 18 2 |
| 13                  | 10  | ピエール・ガスリー         | トロ・ロッソ-ホンダ             | 1:34.383 | No Time  |          | 17 3 |
| 14                  | 55  | カルロス・サインツ         | ルノー                          | 1:34.626 | No Time  |          | 11   |
| 15                  | 27  | ニコ・ヒュルケンベルグ     | ルノー                          | 1:34.655 | No Time  |          | 12   |
| 16                  | 28  | ブレンドン・ハートレイ     | トロ・ロッソ-ホンダ             | 1:35.037 |          |          | 20 4 |
| 17                  | 14  | フェルナンド・アロンソ     | マクラーレン-ルノー             | 1:35.504 |          |          | 16 5 |
| 18                  | 35  | セルゲイ・シロトキン       | ウィリアムズ-メルセデス         | 1:35.612 |          |          | 13   |
| 19                  | 2   | ストフェル・バンドーン     | マクラーレン-ルノー             | 1:35.977 |          |          | 15 6 |
| 20                  | 18  | ランス・ストロール         | ウィリアムズ-メルセデス         | 1:36.437 |          |          | 14   |
| 107% time: 1:38.878 |     |                            |                                 |          |          |          |      |
| ソース:             |     |                            |                                 |          |          |          |      |

追記
- ^1 - フェルスタッペンは以下のペナルティを受けた。
  - FP1で規定を超えるパワーユニット交換(4基目のエンジン(ICE)、ターボチャージャー(TC)、MGU-H、MGU-K、3基目のバッテリー(ES)、電子制御装置(CE))を行い、降格グリッド数が15を超えたため最後尾グリッドへ降格[22][14]
  - FP3で6戦以内のギアボックス交換を行ったため5グリッド降格[23][24]
  - 予選でイエローフラッグが振られた際に減速しなかったため、3グリッド降格とペナルティポイント2点が加算された(合計7点)[25][24]
- ^2 - リカルドは以下のペナルティを受けた。
  - FP1で規定を超えるパワーユニット交換(5基目のICE、TC、MGU-H、MGU-K)を行い、降格グリッド数が15を超えたため最後尾グリッドへ降格[26][14]
  - FP3で6戦以内のギアボックス交換を行ったため5グリッド降格[27]
- ^3 - ガスリーはFP1で規定を超えるパワーユニット交換(6基目のICE、TC、MGU-H、5基目のMGU-K)を行い、降格グリッド数が15を超えたため最後尾グリッドへ降格[28][16]
- ^4 - ハートレイは以下のペナルティを受けた。
  - FP1で規定を超えるパワーユニット交換(7基目のICE、6基目のTC、MGU-H、MGU-K、4基目のCE)を行い、降格グリッド数が15を超えたため最後尾グリッドへ降格[29][16]
  - FP3で規定を超えるパワーユニット交換(7基目のTC、MGU-H)を行ったため10グリッド降格[30][31]
- ^5 - アロンソはFP1で規定を超えるパワーユニット交換(4基目のICE、TC、MGU-H、MGU-K、3基目のES、CE)を行い、降格グリッド数が15を超えたため最後尾グリッドへ降格[32][11]
- ^6 - バンドーンは決勝前に6戦以内のギアボックス交換を行ったため5グリッド降格[33][34]

## 決勝
2018年9月30日 14:10 MSK(UTC+3)
ルイス・ハミルトンが3連勝で今シーズン8勝目、バルテリ・ボッタスは2位に終わった。ボッタスは前年に自身が初優勝したグランプリを2連覇することはできなかったが、メルセデスはチームとして1-2フィニッシュを達成した。ドライバー選手権でハミルトンと争うセバスチャン・ベッテルは3位に終わり、ロシアGP終了時点で50点差と決定的な差を付けられた。これにより、ハミルトンのワールドチャンピオンがアメリカGPで確定する可能性が浮上することとなった。

### 展開
決勝を前にストフェル・バンドーンが6戦以内のギアボックス交換を行ったため5グリッド降格となり(ただし、パワーユニット交換により最後尾グリッドに降格するドライバーが5人いたため、実際には予選19位から15番グリッドへ繰り上げとなっている)、グリッド降格ペナルティを受けたドライバーは6人に達した。
オープニングラップでは上位勢を含めて激しいバトルが展開され、マシン同士の接触が何台か起きたものの、リタイアしたマシンや黄旗が振られる事態にまでは至らず、メルセデスのワンツー体制でレースが始まる。後方ではトロロッソ・ホンダの2台が単独スピン。2台ともわずか4周でレースをリタイアする。レース後の発表によれば、ブレーキトラブルが原因でのリタイアであった。
レースは、ボッタスを先頭としたメルセデスの2台をフェラーリのベッテルが追いかける展開となる。レース中盤、ボッタスはピットインを終え、これに合わせベッテルがピットイン。ハミルトンもピットインするが、そのタイミングをミスしたことが影響し、ベッテルの後ろ、暫定4位で復帰することとなった。ベッテルは一時は抑え込んだものの、ハミルトンに抜き返された。その際、ベッテルは2度にわたってラインを変えたことで審議対象となるがお咎めなしとなった。また、3台がピットインした際、ソフトタイヤでスタートしたマックス・フェルスタッペン(レッドブル)が暫定トップとなり、フェルスタッペン-ボッタス-ハミルトン-ベッテルの順でレースは続く。
そんななか、暫定2位のボッタスは暫定トップのフェルスタッペンを攻略できず、ペースが上がらない。ハミルトンはベッテルとのバトルの影響もあり、ブリスターの兆候が表れ始めたうえ、ベッテルを振り切ることもできず、苦しい状況となる。そのため、メルセデスはハミルトンを前に出すようボッタスに指示。一方でフェルスタッペンはペースアップしてタイヤ交換の時間を稼ごうとしたものの、ハミルトンの追撃に敗れ、ピットインに合わせて後退。メルセデスのワンツー体制となり、ベッテルは失速したため、フェラーリとの勝負も決した。そして、チェッカー間際には、ボッタスが意地のファステストラップを叩き出したうえで、チームに無線で「このまま終われってこと?」と暗に尋ね、トト・ヴォルフは「そうだ。後で話そう」とそっけなく、そのままフィニッシュというのが答えであった。
ハミルトンが今季8勝目を挙げ、メルセデスが1-2フィニッシュを果たした。レース直後のパルクフェルメではメルセデスの両ドライバーに様々な感情が渦巻いていることをうかがわせる光景が映し出された。一方で、ベッテルは表彰台への待機室に来たマスコミに対し、テレビカメラにタオルをかけて、2人への配慮を促す一幕もあった。だが、露骨にハミルトンを優先したチームオーダーが見られたことにより、表彰台上での歓声も少なく、シャンパンファイトも手短に閉められるほどであった。
レース戦略の失敗が目立ち、レギュレーションすれすれのトリックを使っても勝てない今季のフェラーリやチームオーダー発動の一件をめぐる批判に対し、レース後の記念撮影ではトロフィーとドライバーの立場を交換した写真がチームの公式サイトに投稿された。いわば、この件に対するメルセデスの反論とも言うべき写真を示したものの、この時の二人は周りに比べどこか表情が硬く、後味の悪いままGPは閉幕した。
だが、前年のハンガリーGPで見せたチーム戦略とは異なり、メルセデス陣営はレース前にチームオーダーを出さない可能性も示唆したコメントをしながらチームオーダーを発動させたため、ファンから厳しいコメントが殺到した。ただ、レース後のインタビューにおいてハミルトンが「この勝利は僕がこれまで獲得した勝利の中で、最も誇りを感じない勝利だ」としてボッタスに同情し、チームの判断による優勝であったとストレートに批判。メルセデス陣営もチーム代表の定例会見に応じ、チームオーダーの打ち合わせをしていなかったことが原因とし、チーム側に責任があると明言したこともあり、比較的早く終息した。
この日21歳の誕生日を迎えて19番グリッドからスタートし、一時トップを走行したフェルスタッペンは5位、18番グリッドからスタートしたダニエル・リカルド(レッドブル)は6位。レッドブル勢はパワーユニット交換によるグリッド降格から見事な挽回をみせた。また、フェルスタッペンは2戦連続のドライバー・オブ・ザ・デイに選出されている。
シャルル・ルクレール(ザウバー)は3強(メルセデス、フェラーリ、レッドブル)を除く唯一の同一ラップで7位、以下ケビン・マグヌッセン(ハース)、エステバン・オコンとセルジオ・ペレス(フォース・インディア)までがトップ10入りを果たした。予選Q2を走行しない作戦を立てたルノー勢は2台とも入賞圏外に終わった。
ベッテルは自力でのドライバーズ・タイトル獲得の可能性を保ったが、残り５戦の時点でハミルトンはベッテルに対して優位に立った。コンストラクターズ選手権もメルセデスが優位性を確立した状況で日本GPを迎えることとなった。

### 結果
| Pos.    | No. | ドライバー                 | コンストラクター                | 周回数 | タイム/リタイア原因 | Grid | Pts. |
| ------- | --- | -------------------------- | ------------------------------- | ------ | ------------------- | ---- | ---- |
| 1       | 44  | ルイス・ハミルトン         | メルセデス                      | 53     | 1:27:25.181         | 2    | 25   |
| 2       | 77  | バルテリ・ボッタス         | メルセデス                      | 53     | +2.545              | 1    | 18   |
| 3       | 5   | セバスチャン・ベッテル     | フェラーリ                      | 53     | +7.487              | 3    | 15   |
| 4       | 7   | キミ・ライコネン           | フェラーリ                      | 53     | +16.543             | 4    | 12   |
| 5       | 33  | マックス・フェルスタッペン | レッドブル-タグ・ホイヤー       | 53     | +31.016             | 19   | 10   |
| 6       | 3   | ダニエル・リカルド         | レッドブル-タグ・ホイヤー       | 53     | +1:20.451           | 18   | 8    |
| 7       | 16  | シャルル・ルクレール       | ザウバー-フェラーリ             | 53     | +1:38.390           | 7    | 6    |
| 8       | 20  | ケビン・マグヌッセン       | ハース-フェラーリ               | 52     | +1 Lap              | 5    | 4    |
| 9       | 31  | エステバン・オコン         | フォース・インディア-メルセデス | 52     | +1 Lap              | 6    | 2    |
| 10      | 11  | セルジオ・ペレス           | フォース・インディア-メルセデス | 52     | +1 Lap              | 8    | 1    |
| 11      | 8   | ロマン・グロージャン       | ハース-フェラーリ               | 52     | +1 Lap              | 9    |      |
| 12      | 27  | ニコ・ヒュルケンベルグ     | ルノー                          | 52     | +1 Lap              | 12   |      |
| 13      | 9   | マーカス・エリクソン       | ザウバー-フェラーリ             | 52     | +1 Lap              | 10   |      |
| 14      | 14  | フェルナンド・アロンソ     | マクラーレン-ルノー             | 52     | +1 Lap              | 16   |      |
| 15      | 18  | ランス・ストロール         | ウィリアムズ-メルセデス         | 52     | +1 Lap              | 14   |      |
| 16      | 2   | ストフェル・バンドーン     | マクラーレン-ルノー             | 51     | +2 Laps             | 15   |      |
| 17      | 55  | カルロス・サインツ         | ルノー                          | 51     | +2 Laps             | 11   |      |
| 18      | 35  | セルゲイ・シロトキン       | ウィリアムズ-メルセデス         | 51     | +2 Laps             | 13   |      |
| Ret     | 10  | ピエール・ガスリー         | トロ・ロッソ-ホンダ             | 4      | ブレーキ            | 17   |      |
| Ret     | 28  | ブレンドン・ハートレイ     | トロ・ロッソ-ホンダ             | 4      | ブレーキ            | 20   |      |
| ソース: |     |                            |                                 |        |                     |      |      |

ファステストラップ
- バルテリ・ボッタス - 1:35.861 (50周目)

ラップリーダー
- 1-11=バルテリ・ボッタス、12-14=ルイス・ハミルトン、15-18=キミ・ライコネン、19-42=マックス・フェルスタッペン、43-53=ハミルトン

## 第16戦終了時点のランキング
|   | 順位 | ドライバー                 | ポイント |
| - | ---- | -------------------------- | -------- |
|   | 1    | ルイス・ハミルトン         | 306      |
|   | 2    | セバスチャン・ベッテル     | 256      |
| 1 | 3    | バルテリ・ボッタス         | 189      |
| 1 | 4    | キミ・ライコネン           | 186      |
|   | 5    | マックス・フェルスタッペン | 158      |

|  | 順位 | コンストラクター          | ポイント |
|  | ---- | ------------------------- | -------- |
|  | 1    | メルセデス                | 495      |
|  | 2    | フェラーリ                | 442      |
|  | 3    | レッドブル-タグ・ホイヤー | 292      |
|  | 4    | ルノー                    | 91       |
|  | 5    | ハース-フェラーリ         | 80       |

- 注：ドライバー、コンストラクター共にトップ5のみ表示。